# Burós-patak
A Burós-patak a Cserhátban ered, Őrhalom településtől délkeletre, Nógrád vármegyében, mintegy 210 méteres tengerszint feletti magasságban. A patak forrásától kezdve északnyugati irányban halad, majd Őrhalom déli részénél éri el a Csitári-patakot.

## Part menti települések
- Őrhalom